# Key (chanteur)
Pour les articles homonymes, voir Key.
Dans ce nom coréen, le nom de famille, Kim, précède le nom personnel.
Kim Kibum (coréen : 김기범), mieux connu sous le nom de Key (coréen : 키), est un chanteur, acteur et styliste sud-coréen né le 23 septembre 1991 à Daegu. 
Il est notamment connu pour être membre du boys band SHINee qui a débuté en 2008 sous le label SM Entertainment.

## Biographie

### Jeunesse et début avec SHINee
Fils unique, Kim Kibum a grandi dans sa ville natale, Daegu, en Corée du Sud, sa mère étant malade et son père très occupé par son travail, il a été élevé par sa grand-mère avec qui il est très proche.
Il a longtemps souhaité devenir chanteur et a donc auditionné pour la première fois en 2005 au 2005 S.M. National Tour Audition Casting, casting organisé par SM Entertainment, mais malheureusement il échoue. Cependant, comme son rêve était très important pour lui, Key n'a pas abandonné et a aussitôt retenté sa chance en 2006, et réussi l'audition, faisant partie des deux seules personnes acceptées dans l'agence. Durant plusieurs années, il a reçu une formation intensive par SM Entertainment dans le but de débuter plus tard dans le monde du divertissement « à l'aise ». C'est en 2008 que Kibum commence sa carrière en tant que membre du boys band SHINee.
L'origine de son nom de scène Key (키 ; à prononcer Ki), vient du fait qu'il est capable d'élaborer un plan à partir de rien, il est très réfléchi et a une bonne analyse des choses, mais c'est également le diminutif de son prénom Kibum. Ses fans sont surnommés les Locket (en relation avec son nom de scène, Key).

### 2018-présent: Débuts en solo
Le 11 octobre 2018, SM Entertainment annonce qu’il débutera en solo à la fin du mois de novembre,. Le single Forever Yours en featuring avec Soyou est pré-sorti le 6 novembre,. Le 26 novembre, Key sort son premier album studio intitulé Face avec le titre principal One of Those Nights, en featuring avec Crush,. Sur les dix chansons de l’album, Key a écrit lui-même les paroles pour quatre d’entre elles.
Le 26 décembre, il sort son premier album japonais Hologram avec la chanson promotionnelle du même nom. Son premier concert solo en Corée du Sud intitulé The Agit Key Land – Key, est supposé se tenir en février 2019 au SM Town's Coex Artium pendant six jours.

## Discographie

### Albums studio
| Titre    | Détails | Meilleures positions | Meilleures positions | Meilleures positions | Meilleures positions | Ventes                       |
| Titre    | Détails | COR                  | JPN                  | FRA Dig.             | US World             | Ventes                       |
| -------- | --- | -------------------- | -------------------- | -------------------- | -------------------- | ---------------------------- |
| Face     | - Date de sortie : 26 novembre 2018 (COR) - Réédition : 4 mars 2019 (I Wanna Be) - Label : SM Entertainment - Formats : CD, téléchargement numérique, streaming              | 5                    | 18                   | 195                  | 9                    | - COR : 60,053 - JPN : 4,543 |
| Gasoline | - Date de sortie : 30 août 2022 (COR) - Réédition : 13 février 2023 (Killer) - Label : SM Entertainment, Dreamus Company - Formats : CD, téléchargement numérique, streaming | —                    | —                    | —                    | —                    | —                            |

### Mini-albums (EP)
| Titre        | Détails | Meilleures positions | Meilleures positions | Meilleures positions | Meilleures positions | Ventes         |
| Titre        | Détails | COR                  | JPN                  | JPN Hot              | US World             | Ventes         |
| ------------ | --- | -------------------- | -------------------- | -------------------- | -------------------- | -------------- |
| Hologram     | - Date de sortie : 26 décembre 2018 (JPN) - Labels : EMI Records Japan, Universal Music Japan - Formats : CD, téléchargement numérique, streaming | —                    | 4                    | 15                   | —                    | - JPN : 26,314 |
| Bad Love     | - Date de sortie : 27 septembre 2021 (COR) - Label : SM Entertainment - Formats : CD, cassette, téléchargement numérique, streaming               | —                    | —                    | —                    | —                    | —              |
| Good & Great | - Date de sortie : 11 septembre 2023 (COR) - Label : SM Entertainment - Formats : CD, téléchargement numérique, streaming                         | —                    | —                    | —                    | —                    | —              |

### Singles
| Titre                                                                               | Année  | Meilleures positions | Meilleures positions | Meilleures positions | Meilleures positions | Ventes | Album      |
| Titre                                                                               | Année  | COR Gaon             | JPN Billboard        | JPN Dig              | US World             | Ventes | Album      |
| Coréen                                                                              | Coréen | Coréen               | Coréen               | Coréen               | Coréen               | Coréen | Coréen     |
| ----------------------------------------------------------------------------------- | ------ | -------------------- | -------------------- | -------------------- | -------------------- | ------ | ---------- |
| "Forever Yours" (featuring Soyou)                                                   | 2018   | —                    | —                    | —                    | —                    | NC     | Face       |
| "센 척 안 해 (One of Those Nights)" (featuring Crush)                               | 2018   | —                    | —                    | —                    | —                    | NC     | Face       |
| "Cold" (featuring Hanhae)                                                           | 2019   |                      |                      |                      |                      |        |            |
| "I Wanna Be" (featuring Soyeon)                                                     | 2019   |                      |                      |                      |                      |        | I Wanna Be |
| "Hate That..." (featuring TaeYeon)                                                  | 2021   |                      |                      |                      |                      |        | Bad Love   |
| "Bad Love"                                                                          | 2021   |                      |                      |                      |                      |        | Bad Love   |
| "Gasoline"                                                                          | 2022   |                      |                      |                      |                      |        | Gasoline   |
| "Killer"                                                                            | 2023   |                      |                      |                      |                      |        | Killer     |
| Japonais                                                                            |        |                      |                      |                      |                      |        |            |
| "Hologram"                                                                          | 2018   | —                    | —                    | —                    | —                    | NC     | Hologram   |
| "—" signifie que le titre ne s'est pas classé ou n'est pas sorti dans cette région. |        |                      |                      |                      |                      |        |            |

### En featuring
| "Healing" (TRAX feat. Key) | 2010 | —  | —  | Trax Mini Album Volume 1                 |
| "Boys & Girls" (Girls' Generation feat. Key) | 2010 | 25 | —  | Oh!                                      |
| "Barbie Girl" (Jessica Jung feat. Key) | 2010 | —  | —  | 1st Asia Tour "Into The New World (live) |
| "One Dream" (BoA feat. Henry Lau et Key) | 2012 | 34 | 51 | Only One                                 |
| "Two Moons" (EXO feat. Key) | 2012 | —  | 14 | Mama                                     |
| "Hold On" (Axodus feat. Key) | 2015 | —  | *  | Non issu d’un album                      |
| "If You're Over Me" (Remix) (Years & Years feat. Key) | 2018 | —  | —  | Palo Santo                               |
| "—" signifie que le titre ne s'est pas classé ou n'est pas sorti dans cette région. Note : le Billboard Korea K-Pop Hot 100 a été introduit en août 2011 et a été discontinu en juillet 2014. |      |    |    |                                          |

### Bande-son
| "Bravo" (avec Leeteuk)                                                              | 2011 | —   | History of a Salaryman OST                           |
| "Key of Secret"                                                                     | 2016 | —   | TV Animation Magic Adventure-The Crystal of Dark OST |
| "Cool" (avec Doyoung)                                                               | 2016 | 281 | Squad 38 OST                                         |
| "—" signifie que le titre ne s'est pas classé ou n'est pas sorti dans cette région. |      |     |                                                      |

## Filmographie

### Films
| Année | Titre                     | Rôle     | Notes                                          | Réf.   |
| ----- | ------------------------- | -------- | ---------------------------------------------- | ------ |
| 2007  | Attack on the Pin-Up Boys | Danseur  | Caméo                                          |        |
| 2012  | I AM.                     | Lui-même | Documentaire de SM Town                        | [ 30 ] |
| 2015  | SMTOWN The Stage          | Lui-même | Documentaire de SM Town                        | [ 31 ] |
| 2016  | Seoul Fashion             | Lui-même | Documentaire; collaboration entre JTBC et CeCi | [ 32 ] |
| 2018  | Hit-and-Run Squad         | Dong-soo |                                                | [ 33 ] |

### Séries télévisées
| Année | Titre                           | Rôle           | Chaîne | Notes             | Réf.   |
| ----- | ------------------------------- | -------------- | ------ | ----------------- | ------ |
| 2011  | Moon Night '90                  | Lee Hyun-do    | Mnet   | Episode avec Deux | [ 34 ] |
| 2012  | Salamander Guru and The Shadows | Lui-même       | SBS    | Caméo             | [ 35 ] |
| 2016  | Drinking Solo                   | Kim Ki-bum     | tvN    | Rôle secondaire   | [ 36 ] |
| 2017  | The Guardians                   | Gong Kyung-soo | MBC    | Rôle principal    | [ 37 ] |

### Emissions de variétés
| Année   | Titre                         | Rôle              | Chaîne    | Notes                                                     | Réf.   |
| ------- | ----------------------------- | ----------------- | --------- | --------------------------------------------------------- | ------ |
| 2010    | Raising Idol                  | Membre du casting | Comedy TV | Avec Dongho de U-KISS et Thunder de MBLAQ                 | [ 38 ] |
| 2014    | 7 Hungry Houseguests          | Membre du casting | MBC       | Episode Éthiopie                                          | [ 39 ] |
| 2014    | Stargazing                    | Membre du casting | MBC       | Avec Kang Ho-dong                                         | [ 40 ] |
| 2014    | We Got Married Global Edition | Lui-même          | MBC       | Avec Arisa Yagi                                           | [ 41 ] |
| 2015    | Make An Order                 | Co-présentateur   | Olive TV  | Avec Jun Hyun-moo                                         | [ 42 ] |
| 2015    | My Little Television          | Membre du casting | MBC       | Le topic était le mode de vie et les animaux de compagnie | [ 43 ] |
| 2015–17 | M Countdown                   | Hôte              | Mnet      |                                                           | [ 44 ] |
| 2018    | Breakers                      | Hôte              | Mnet      |                                                           | [ 45 ] |
| 2018    | Cheongdam Key-chin            | Hôte              | KakaoTV   |                                                           | ,      |
| 2018-   | Amazing Saturday              | Membre du casting | tvN       |                                                           | [ 48 ] |
| 2021-   | I Live Alone                  | Membre du casting | MBC       |                                                           |        |
| 2023    | Boys Planet                   | Star Master       | Mnet      | Episodes 8-10                                             |        |

### Reality shows
| Année | Titre         | Chaîne                 | Notes                                            | Réf.   |
| ----- | ------------- | ---------------------- | ------------------------------------------------ | ------ |
| 2015  | Key's Knowhow | Mnet                   | Diffusé sur la chaîne YouTube officielle de Mnet | [ 49 ] |
| 2018  | Keyword#BoA   | Naver TV, V-Live, xtvN | Présenté en première le 22 janvier               | [ 50 ] |
| 2018  | Key-log       | Naver TV               | Détaillant ses débuts solo                       | [ 51 ] |

### Comédies musicales
| Année   | Titre                  | Rôle                  | Notes                 |
| ------- | ---------------------- | --------------------- | --------------------- |
| 2012    | Catch Me If You Can    | Frank Abagnale, Jr.   | Version coréenne      |
| 2013–14 | Bonnie and Clyde       | Clyde Chestnut Barrow | Version coréenne      |
| 2013–14 | The Three Musketeers   | D'Artagnan            | Version coréenne      |
| 2014    | Zorro                  | Zorro                 | Version coréenne      |
| 2015    | School Oz              | David                 | Musical holographique |
| 2015    | Chess                  | Anatoly Sergievsky    | Version coréenne      |
| 2015–16 | In the Heights         | Usnavi                | Version coréenne      |
| 2016–17 | Save the Green Planet! | Byeong Gu             | Version coréenne      |

## Récompenses et nominations
| Année | Cérémonie        | Catégorie              | Travail nommé | Résultat   | Réf.   |
| ----- | ---------------- | ---------------------- | ------------- | ---------- | ------ |
| 2017  | Grimae Awards    | Meilleur Nouvel Acteur | The Guardians | Lauréat    | [ 52 ] |
| 2017  | MBC Drama Awards | Meilleur Nouvel Acteur | The Guardians | Nomination | [ 53 ] |